# Estação de Pinto
Pinto é uma estação ferroviária das linhas C-3 e C-3a de Cercanías de Madrid, situada na localidade do mesmo nome junto às ruas Ferrocarril e Parque de Éboli, separando a zona residencial da zona industrial.
Pertence à linha que une Madrid com o Levante e a Andalusia, e desde aqui parte o ramal que presta serviço a San Martín de la Vega, a linha C-3a
A sua tarifa corresponde à zona B2, segundo o Consórcio Regional de Transportes de Madrid.

## Linhas e ligações
| procedência/destino | < estação                  | linha | estação >      | destino/procedência   |
| ------------------- | -------------------------- | ----- | -------------- | --------------------- |
| El Escorial         | Getafe Industrial El Casar |       | Valdemoro      | Aranjuez              |
| terminal            | terminal                   |       | Parque de Ocio | San Martín de la Vega |